# Hewitsonia mittoni
Hewitsonia mittoni är en fjärilsart som beskrevs av Jackson 1964. Hewitsonia mittoni ingår i släktet Hewitsonia och familjen juvelvingar. Inga underarter finns listade i Catalogue of Life.